# Анхидроза
Анхидроза или анидроза представља стање које се карактерише потпуним престанком излучивања зноја. С обзиром да је знојење физиолошки процес неопходан за нормалну терморегулацију организма, овај поремећај може бити опасан по живот.

## Етиологија
Болест може бити конгенитална или стечена, а најчешће настаје у оквиру наследног поремећаја током развоја ткива коже. Такође се јавља код ихтиозе, атопског дерматитиса, псоријазе, неких системских обољења (хипотиреоидизам, лепра, неуропатије), код тровања металима и употребе појединих лекова (антихолинергици, антималарици и сл). Понекад овај поремећај може бити један од првих симптома неког другог обољења, као што је нпр. Андерсон-Фабријева болест или Хорнеров синдром.
Основна стања која доводе до појаве анхидрозе су: 
- опструкција изводних канала знојних жлезда,
- конгенитално или стечено одсуство знојних жлезда,
- оштећење знојних жлезда запаљењским процесима,
- поремећај функције аутономног нервног система у оквиру различитих неуропатија итд.[1]

## Клиничка слика
Кожа оболелих је сува. Пацијентима смета топлота услед поремећаја система терморегулације. Овај недостатак може да доведе до исцрпљености организма или веома опасног топлотног удара.

## Лечење и превенција
Терапија је углавном усмерена на решавање компликација насталих због претерано суве коже. Болесницима се саветује избегавање напорних физичких активности и излагање високим температурама.